# 哈特福德 (新澤西州)
哈特福德（英語：Hartford）是位於美國新澤西州伯靈頓縣的非建制地區。

## 歷史
哈特福德的郵局於1868年設立，其後於1954年停運。

## 地理
哈特福德所處的海拔為高於海平面13米（即43英呎），而該地所採用的時區為UTC-5，即北美东部时区（EST）。同時該地設有夏令時間，為UTC-5調快一小時，即UTC-4（EDT）。